# Capitaine de navire
Pour les articles homonymes, voir Capitaine et Commandant (homonymie).
 (mars 2007).

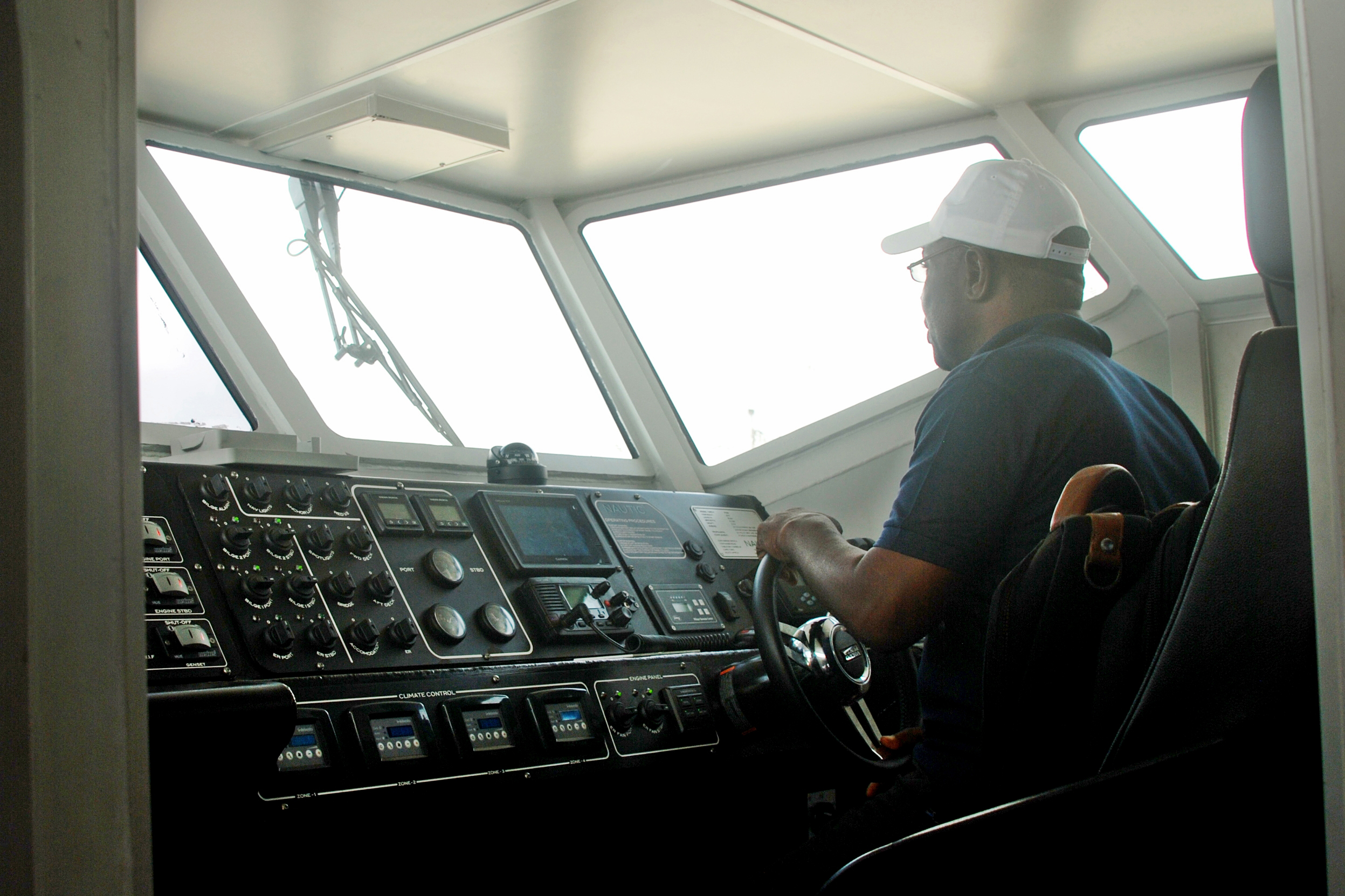
Capitaine d'un bateau-bus sur la lagune ébrié (Abidjan)

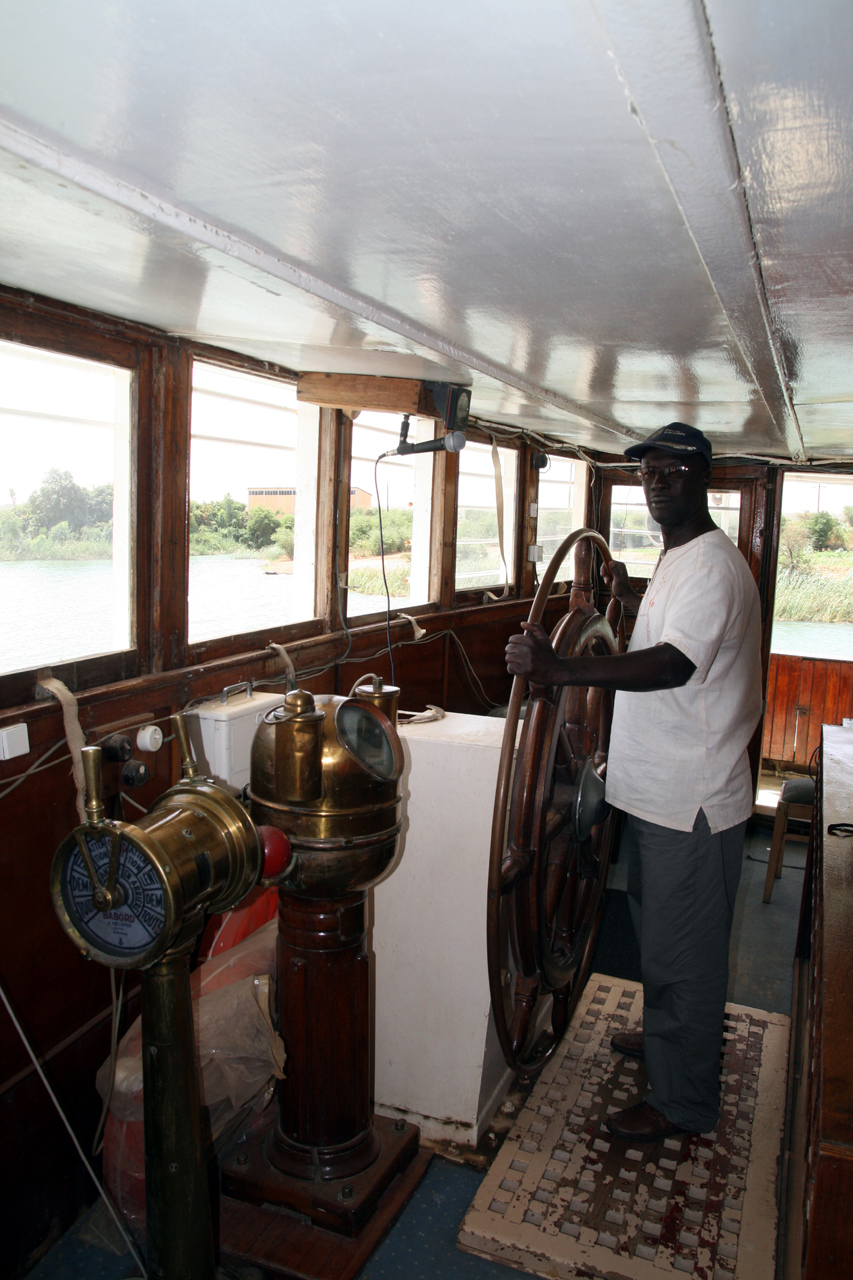
Commandant à la barre à roue.

Le capitaine est le chef de l'expédition maritime. Représentant de l'armateur, il est responsable du navire, de sa cargaison et/ou de ses passagers. Il s'occupe des tâches administratives, du respect des règlements internationaux, du contrôle et de la mise à jour des documents officiels, est en relation avec l'armateur, l'affréteur, l'agent maritime, les autorités portuaires. Sur les grands navires, il délègue ses responsabilités de quart aux lieutenants. Il doit être présent en passerelle pour les arrivées et départs de port ainsi que dans les passages difficiles. Il doit laisser aux autres officiers des ordres permanents clairs. Enfin il est chargé de la bonne application du Code international de gestion de sécurité à bord. C'est à lui que revient l'ultime décision d'abandonner le navire en cas de danger.
Sur les navires de pêche, on peut trouver un capitaine de route qui est responsable de la gestion nautique et un capitaine de pêche qui ne s'occupe que de la pêche.

## Brevet STCW 95
La convention internationale STCW 95 est intégrée dans la loi française, et l'administration des Affaires Maritimes délivre différents brevets de capitaine conformes à cette convention, chacun donnant des prérogatives limitées ou non en relation avec le tonnage du navire concerné.
Le capitaine doit être titulaire d'un brevet en adéquation avec le tonnage du navire qu'il commande, mais un lieutenant peut être titulaire du brevet de capitaine.
- Capitaine : Navire sans limitation
- Capitaine 3000 : Navire < 3 000 UMS (< 1600 tonneaux, longueur jusqu'à ~ 100 mètres)
- Capitaine 500 : Navire < 500 UMS (< 200 tonneaux, longueur jusqu'à ~ 45 mètres)
- Capitaine 200 : Navire < 200 UMS (< 100 tonneaux, longueur jusqu'à ~ 24 mètres)
- Le brevet de capitaine peut être monovalent dit : « brevet passerelle » (exclusivement au service pont)
- Le brevet de capitaine peut être polyvalent dit : « brevet polyvalent » (au service pont et au service machine)

## En France

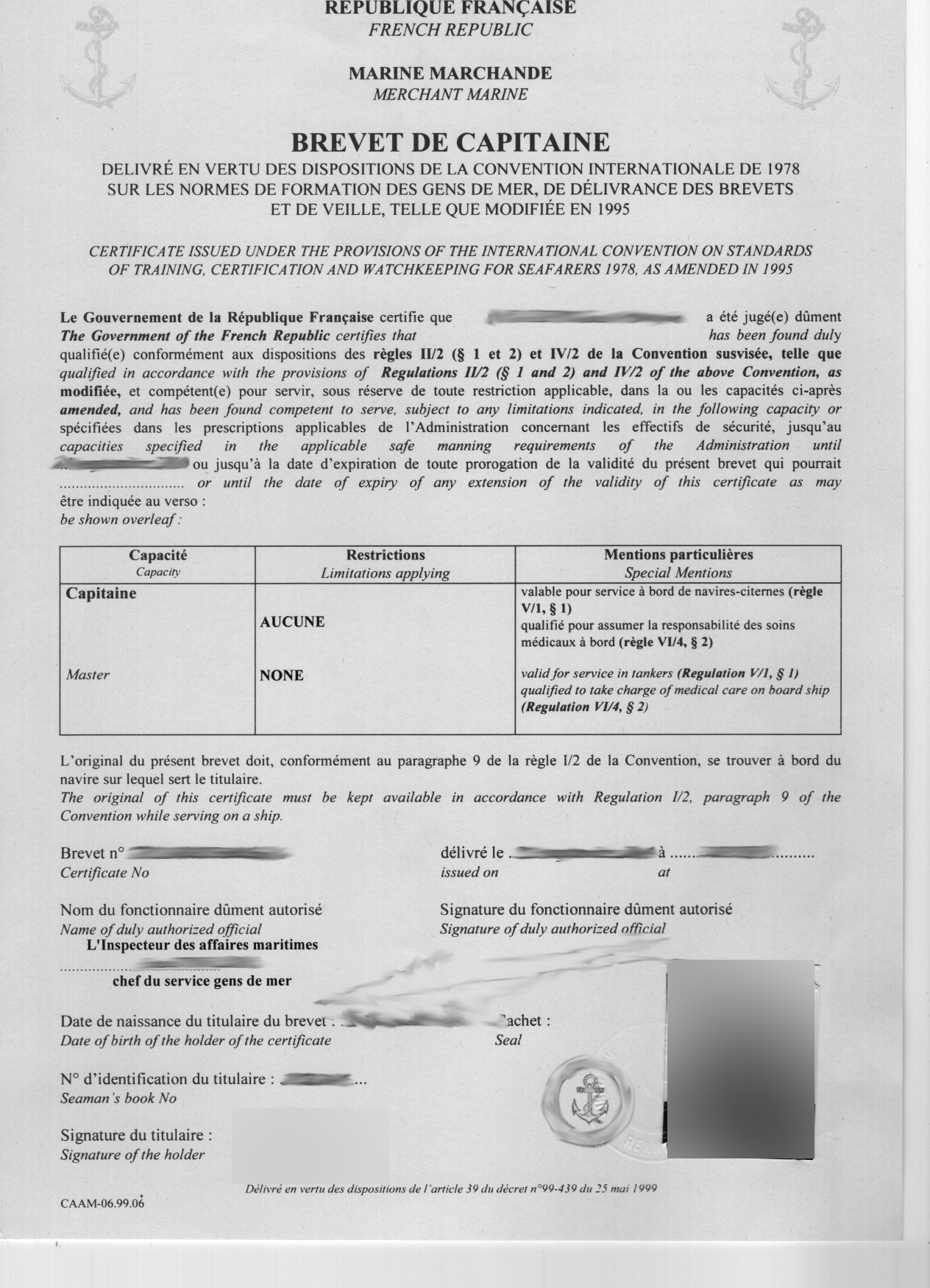
Brevet de capitaine (France)

L'appellation du capitaine est commandant sur les navires français.
Les brevets français étaient (et sont toujours pour certains) dénommés :
- Capitaine au long cours.
- Capitaine de première classe de la navigation maritime.
- Capitaine marine marchande.
- Capitaine de deuxième classe de la navigation maritime.
- Capitaine côtier.
- Patron au bornage.
- Capacitaire.

Sous pavillon français, le capitaine observe le Code des transports (et doit par exemple être le dernier à quitter son navire en cas d'abandon). Si par le passé le capitaine d'un navire sous pavillon français et son suppléant devaient obligatoirement être de nationalité française, ceci n'a plus cours depuis 2008. Bien qu'ayant, à la mer, des pouvoirs d'officier de police judiciaire, d'état civil et ministériel, le texte dispose que  : Le capitaine et l'officier chargé de sa suppléance sont ressortissants d'un État membre de l'Union européenne, d'un État partie à l'accord sur l'Espace économique européen ou de la Confédération suisse ou d'un État partie à tout accord international ayant la même portée en matière de droit au séjour et au travail.
Le brevet de capitaine est revalidé tous les 5 ans par les Affaires maritimes, le capitaine doit justifier de 730 jours minimum de navigation professionnelle dans cette période de 5 ans, avec une remise à niveau des modules :
- de secouriste,
- médecine d'urgence,
- Certificat de qualification avancée à la lutte contre l'incendie,
- Brevet d'aptitude à l'exploitation des embarcations, radeaux de sauvetage et canots de secours,
- Formation sur simulateur radar et simulateur d'APRA (aides de pointage radar automatique),
- Certificat radio maritime SMDSM : 
CRO certificat restreint d'opérateur (SRC) Short Range Certificate 
CSO certificat spécial d'opérateur (LRC) Long Range Certificate 
CGO certificat général d'opérateur (LRC) Long Range Certificate

## Capitaine de yacht

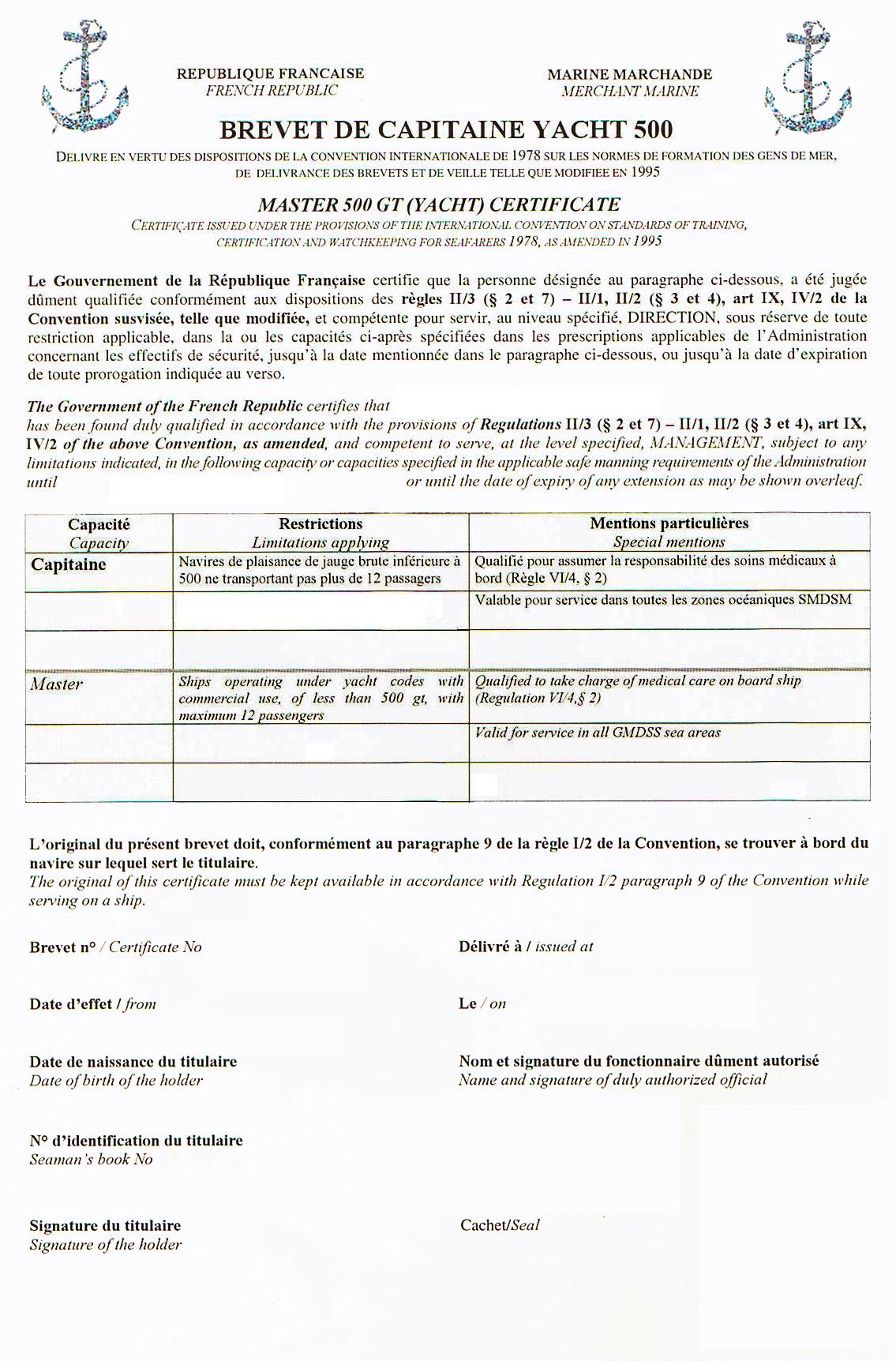
Brevet capitaine yacht 500 pour la conduite des bateaux de plaisance.

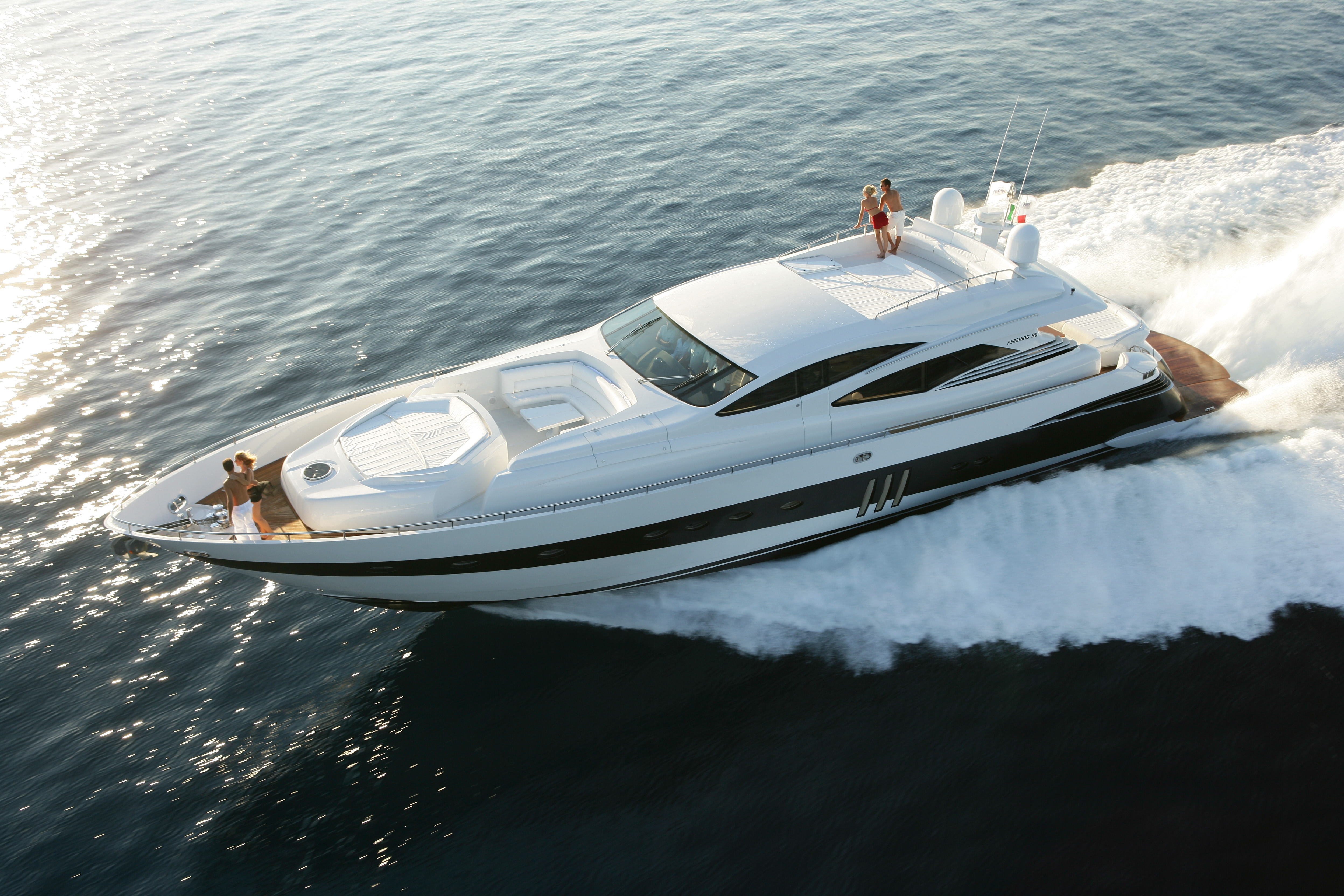
Un yacht à moteur de transport de passagers

### Skipper professionnel
Le skipper professionnel désigne le capitaine d'un yacht assurant :
- le transport payant de passagers dans un bateau de plaisance,
- le convoyage de bateau de plaisance d'un port à un autre.

Le skipper peut être un salarié permanent ou être recruté pour chaque contrat de transport de passagers ou chaque contrat de convoyage par des organismes ou des particuliers. Sa rémunération dépend de la durée du trajet, du type du navire et peut être en fonction du nombre de passagers.
Le skipper peut transporter jusqu'à :
- 12 passagers en plus des membres d'équipage: capitaine, chef mécanicien, officiers, marins, cuisinier, stewards et hôtesses d'hôtelière, accompagnateurs, moniteurs... dans un bateau de plaisance dans toutes les zones océaniques,
- 30 personnes en tout dans un voilier naviguant exclusivement dans les eaux nationales de France.

Type de bateaux :
- Bateaux pour excursions journalières :
 ce sont les bateaux qui ne peuvent recevoir et transporter des passagers que pour des seules prestations de promenades et ou de restauration et qui excluent toutes possibilités d'hébergement à bord.
- Bateaux à cabines :
 ce sont les bateaux équipés et agréés à cette fin pouvant recevoir, transporter et héberger à son bord des passagers.

Type d'activité du capitaine de yacht de location avec équipage pour effectuer :
- une croisière à la demande,
- une promenade des passagers, une excursion en mer,
- une plongée sous-marine,
- un navire-école de découverte de la mer ou de la navigation,
- une pêche individuelle par les passagers (sachant que la vente des prises est interdite),
- un navire pour une activité sportive de la mer.

Les titres professionnels pour la conduite des bateaux de plaisance immatriculés au registre international français avec l'homologation « NUC (navire de plaisance à utilisation commerciale) et dénommé aussi yacht à utilisation commerciale » :
- Capitaine de yacht 200[7] (pour la navigation en cabotage).
- Capitaine 200 voile[8]. L'ancien « brevet de patron à la plaisance (voile) »[9] (n'est plus délivré) conversion en brevet de capitaine 200 voile.
- Capitaine de yacht 500[10] avec éventuellement le module voile.
- Capitaine de yacht 3000[11] avec éventuellement le module voile.

Le brevet de capitaine de yacht est revalidé tous les 5 ans par les Affaires maritimes, le capitaine doit justifier de 730 jours minimum de navigation professionnelle dans cette période de 5 ans, avec une remise à niveau de plusieurs modules.
Capitaines de yachts en Europe
Les capitaines de yacht en Europe sont anglais à 80 %, y compris sur le littoral français et en Mer Méditerranée

### Chef de bord
Le skipper ou chef de bord d'un bateau de plaisance à usage personnel désigne le capitaine du bateau de plaisance à usage personnel.

## Autres officiers
- Pont
  - le second capitaine, aussi connu comme premier officier du pont[13], est désigné comme capitaine en cas d'indisponibilité de ce dernier. Il est responsable principalement du chargement et de la sécurité, il peut aussi être l'officier de sûreté demandé par le Code international pour la sûreté des navires et des installations portuaires. Il est appelé familièrement par le reste de l'équipage le Chien du Bord de par ses fonctions de vigilance. C'est le chef de service du pont.
  - le subrécargue est uniquement responsable de la cargaison à bord, c'est un poste de plus en plus rare.
  - le commissaire est l'officier chargé de tout le personnel affecté au service des passagers.
  - les lieutenants assurent la veille permanente à la passerelle et la conduite de la navigation en quarts à la mer. Ils participent aux opérations commerciales sur consignes du second capitaine lorsque le navire est à quai.
- Machine
  - le chef mécanicien est le chef de service de la machine. Il est responsable des machines, de leur bon fonctionnement et de leur maintenance.
  - le second mécanicien est le remplaçant du chef mécanicien en cas d'indisponibilité de ce dernier, il est généralement chargé de l'appareil de propulsion.
  - les officiers mécaniciens (troisième, quatrième, etc.) gèrent la maintenance et les réparations.